# Dans les hautes herbes (nouvelle)
Cet article concerne la nouvelle de Joe Hill et Stephen King. Pour son adaptation cinématographique écrite et réalisée par Vincenzo Natali, voir Dans les hautes herbes.
Dans les hautes herbes (titre original : In the Tall Grass) est un roman court écrit conjointement par Stephen King et son fils Joe Hill, publié pour la première fois en 2012 dans le magazine Esquire puis repris dans le recueil de nouvelles de Joe Hill, Le Carrousel infernal.

## Résumé
Cal et Becky Demuth, frère et sœur, sont inséparables. Alors qu'elle est en deuxième année d'université, Becky découvre qu'elle est enceinte, ce qui amène ses parents à lui suggérer d'aller vivre avec sa tante et son oncle jusqu'à la naissance du bébé. Cal décide de l'accompagner dans son voyage à travers le pays. Après avoir conduit pendant trois jours, ils s'arrêtent près d'un champ d'herbes hautes du Kansas après avoir entendu un petit garçon nommé Tobin appeler à l'aide. Cal et Becky entendent aussi la mère du garçon le suppliant d'arrêter de crier, lui disant qu'« il va t'entendre ». Cal pense que Tobin n'est qu'à quelques mètres à l'intérieur du champ. Il y entre pour sauver le garçon, les cris de sa mère s'étant mystérieusement tus. Au début, la voix de Tobin semble très proche, puis elle commence à s'éloigner. Becky, seule et effrayée, appelle les secours alors qu'elle suit Cal dans le champ, mais le signal d'appel est coupé juste après son entrée dans les hautes herbes. En cherchant Tobin et Becky, Cal découvre le cadavre d'un chien, mort de déshydratation. Après une heure et demie d'appels et de recherches, aucun des trois n'a pu localiser l'un des deux autres.

## Publication
La nouvelle est initialement parue en deux parties dans les numéros de juin-juillet et d'août 2012 du magazine Esquire. Elle est ensuite sortie en octobre 2012 sous forme de livre électronique et de livre audio avec une narration de Stephen Lang. 

## Adaptation
En mai 2018, Netflix commande une adaptation cinématographique de la nouvelle. Réalisé par Vincenzo Natali, le film a comme acteurs principaux Patrick Wilson, Laysla De Oliveira et Harrison Gilbertson. Le tournage se déroule pendant l'été 2018 pour une diffusion prévue par Netflix en 2019.